# Jeppe Thomsen
Jeppe Allerslev Thomsen, født 10. januar 1977, er en dansk atlet.
Thomsen er opvokset i Jylland i den lille by Langå 10 km uden for Randers, men flyttede til København 2000.
Han var frem til 1999 i Randers Freja, derefter i Sparta Atletik foruden en kort periode 2006-2007 da han var medlem af Københavns IF. Han bor nu i Malmø hvor han løber for Malmö AI, 2009 vandt han det svenske mesterskab med sin svenske klub på 4 x 1500 meter.
Han har vundet seks danske mesterskaber på 800 (4) og 1500 meter (2). Han var på landsholdet på 1500 meter ved Europa cuppen i 2002 og på 800 meter i 2003 og 2005 med en fjerdeplads som bedste resultat.
Han deltog også i de nordiske mesterskaber i cross 2003, hvor det blev til en 18. plads.
Thomsen er uddannet folkeskolelærer.

## Danske mesterskaber
- Sølv 2008 800 meter 1.56.30
- Sølv 2008 1500meter 3.52.19
- Sølv 2007 1500 meter 3:54,71
- Bronze 2007 1500 meter inde 3:58.11
- Bronze 2006 1500 meter 3:53.91
- Bronze 2006 800 meter inde 1:54.83
- Guld 2004 800 meter 1:56.65
- Sølv 2004 1500 meter 3:51.21
- Guld 2004 800 meter inde 1:53.12
- Guld 2004 1500 meter inde 3:56.30
- Sølv 2003 800 meter 1:53.71
- Sølv 2003 1500 meter 3:49.00
- Sølv 2003 1500 meter inde 3:50.59
- Guld 2002 800 meter 1:53,21
- Guld 2002 1500 meter 3:51,87
- Sølv 2002 1500 meter inde 3:51.10
- Guld 2001 800 meter 1:51,73
- Sølv 2001 1500 meter 3:51.51
- Bronze 2001 1500 meter inde 3:56.40

## Personlige rekorder
- 800 meter: 1:52.10 Cardiff 17. juli 2004
- 1500 meter: 3:48.02 Crystal Palace 25. august 2007